# هنري تي مايو
هنري تي مايو (بالإنجليزية: Henry T. Mayo)‏ هو ضابط أمريكي، ولد في 8 ديسمبر 1856 في برلينغتون في الولايات المتحدة، وتوفي في 23 فبراير 1937 في بورتسموث في الولايات المتحدة.